# 박곡지
박곡지(朴曲之, 1965년 2월 28일 ~ )는 대한민국의 영화 편집자이다.

## 생애
부산에서 태어나 중앙대학교 대학원 영화학과에서 예술학 석사 학위를 받았다. 감독인 남편 박흥식과 음악가인 시동생 박광식을 두고 있다. 이용관 교수의 추천으로 임권택의 《연산일기》 기록으로 영화계에 입문했다. 1988년 박순덕 편집기사의 편집부로 입문했으며, 1992년부터 영화 편집기사로 활동을 시작했다. 이후 《서편제》, 《은행나무 침대》, 《접속》, 《돼지가 우물에 빠진 날》, 《쉬리》, 《친구》, 《지구를 지켜라!》, 《말죽거리 잔혹사》, 《연애의 목적》 등 흥행상으로나 비평적으로 주목을 받은 여러 작품에서 편집을 맡아 활동해오고 있다.

## 참여작

### 편집
- 《세상끝의 향기》 (1992년)
- 《비처럼 음악처럼》 (1992년)
- 《결혼 이야기》 (1992년)
- 《장군의 아들 3》 (1992년)
- 《우리사랑 이대로》 (1992년)
- 《101번째 프로포즈》 (1993년)
- 《그 여자, 그 남자》 (1993년)
- 《가슴 달린 남자》 (1993년)
- 《서편제》 (1993년)
- 《아주 특별한 변신》 (1994년)
- 《손톱》 (1995년)
- 《비상구가 없다》 (1995년)
- 《배꼽 버스》 (1995년)
- 《천재 선언》 (1995년)
- 《301 302》 (1995년)
- 《개 같은 날의 오후》 (1995년)
- 《은행나무 침대》 (1996년)
- 《내일로 흐르는 강》 (1996년)
- 《박봉곤 가출 사건》 (1996년)
- 《맥주가 애인보다 좋은 일곱가지 이유》 (1996년)
- 《돼지가 우물에 빠진 날》 (1996년)
- 《정글 스토리》 (1996년)
- 《코르셋》 (1996년)
- 《본 투 킬》 (1996년)
- 《악어》 (1996년)
- 《인샬라》 (1997년)
- 《쁘아종》 (1997년)
- 《베이비 세일》 (1997년)
- 《3인조》 (1997년)
- 《미스터 콘돔》 (1997년)
- 《똑바로 살아라》 (1997년)
- 《넘버 3》 (1997년)
- 《접속》 (1997년)
- 《내안의 부는 바람》 (1997년)
- 《올가미》 (1997년)
- 《마리아와 여인숙》 (1997년)
- 《지상만가》 (1997년)
- 《남자의 향기》 (1998년)
- 《토요일 오후 2시》 (1998년)
- 《가족 시네마》 (1998년)
- 《닥터 K》 (1999년)
- 《쉬리》 (1999년)
- 《카라》 (1999년)
- 《세기말》 (1999년)
- 《산책》 (2000년)
- 《물고기자리》 (2000년)
- 《단적비연수》 (2000년)
- 《라이방》 (2001년)
- 《천사의 꿈》 (2001년)
- 《스물넷》 (2001년)
- 《마리이야기》 (2001년)
- 《별주부 해로》 (2001년)
- 《친구》 (2001년)
- 《파이란》 (2001년)
- 《세이 예스》 (2001년)
- 《베사메무쵸》 (2001년)
- 《이것이 법이다》 (2001년)
- 《조폭 마누라》 (2001년)
- 《울랄라 시스터즈》 (2002년)
- 《결혼은 미친 짓이다》 (2002년)
- 《오버 더 레인보우》 (2002년)
- 《보스 상륙 작전》 (2002년)
- 《밀애》 (2002년)
- 《챔피언》 (2002년)
- 《블루》 (2003년)
- 《국화꽃 향기》 (2003년)
- 《하늘정원》 (2003년)
- 《오!브라더스》 (2003년)
- 《지구를 지켜라!》 (2003년)
- 《써클》 (2003년)
- 《튜브》 (2003년)
- 《동해물과 백두산이》 (2003년)
- 《태극기 휘날리며》 (2004년)
- 《말죽거리 잔혹사》 (2004년)
- 《역도산》 (2004년)
- 《돌려차기》 (2004년)
- 《내 남자의 로맨스》 (2004년)
- 《페이스》 (2004년)
- 《발레교습소》 (2004년)
- 《B형 남자친구》 (2005년)
- 《천군》 (2005년)
- 《파랑주의보》 (2005년)
- 《역전의 명수》 (2005년)
- 《연애의 목적》 (2005년)
- 《미스터 소크라테스》 (2005년)
- 《스승의 은혜》 (2006년)
- 《원탁의 천사》 (2006년)
- 《우리들의 행복한 시간》 (2006년)
- 《잘 살아보세》 (2006년)
- 《조폭 마누라 3》 (2006년)
- 《미녀는 괴로워》 (2006년)
- 《생날선생》 (2006년)
- 《비열한 거리》 (2006년)
- 《뚝방전설》 (2006년)
- 《경의선》 (2007년)
- 《죽어도 해피엔딩》 (2007년)
- 《상사부일체》 (2007년)
- 《용의주도 미스 신》 (2007년)
- 《내 사랑》 (2007년)
- 《6년째 연애중》 (2008년)
- 《대한이, 민국씨》 (2008년)
- 《미인도》 (2008년)
- 《마이 뉴 파트너》 (2008년)
- 《흑심모녀》 (2008년)
- 《쌍화점》 (2008년)
- 《국가대표》 (2009년)
- 《홍길동의 후예》 (2009년)
- 《웨딩드레스》 (2010년)
- 《방가? 방가!》 (2010년)
- 《나는 아빠다》 (2010년)
- 《심장이 뛴다》 (2010년)
- 《무적자》 (2010년)
- 《히어로》 (2010년)
- 《식객: 김치전쟁》 (2010년)
- 《화차》 (2011년)
- 《마이 웨이》 (2011년)
- 《하울링》 (2012년)
- 《연가시》 (2012년)
- 《장수상회》 (2015년)
- 《미안해 사랑해 고마워》 (2015년)
- 《히야》 (2016년)
- 《판도라》 (2016년)
- 《어멍》 (2019년)
- 《종이꽃》 (2020년)

### 스크립터
- 《연산일기》 (1987년)
- 《아다다》 (1987년)

### 분장
- 《식객》 (2007년)

### 편집팀
- 《깜동》 (1988년) 편집팀
- 《추억의 이름으로》 (1989년) 편집보
- 《아그네스를 위하여》 (1991년) 편집보

### 네가편집
- 《죄없는 병사들》 (1989년)
- 《매춘 2》 (1989년)
- 《장군의 아들》 (1990년)
- 《영심이》 (1990년)
- 《꼭지딴》 (1990년)
- 《혼자도는 바람개비》 (1990년)
- 《남자 시장》 (1990년)
- 《겨울꿈은 날지 않는다》 (1990년)
- 《코리안 커넥션》 (1990년)
- 《매춘시대》 (1990년)
- 《무》 (1990년)
- 《사랑은 지금부터 시작이야》 (1991년)
- 《피와 불》 (1991년)
- 《푸른 옷소매》 (1991년)
- 《하얀 비요일》 (1991년)
- 《낙타는 따로 울지 않는다》 (1991년)
- 《돈아 돈아 돈아》 (1991년)
- 《장군의 아들 2》 (1991년)
- 《서울의 눈물》 (1991년)
- 《어허 어이 어이가리》 (1991년)
- 《숲속의 방》 (1992년)
- 《김의 전쟁》 (1992년)
- 《하얀 전쟁》 (1992년)
- 《가슴에 돋는 칼로 슬픔을 자르고》 (1992년)
- 《명자 아끼꼬 쏘냐 》 (1992년)
- 《섬강에서 하늘까지》 (1992년)
- 《아침이 오면 그대 이름으로》 (1993년)
- 《지리 멸렬》 (1994년)
- 《베니싱 트윈》 (1994년)

## 수상
- 1995년 제33회 대종상 영화제 신인기술상
- 1997년 제35회 대종상 영화제 편집상
- 1999년 제36회 대종상 영화제 편집상
- 1999년 제19회 한국영화평론가협회상 기술상
- 2003년 제40회 대종상 영화제 편집상
- 2006년 제5회 대한민국 영화대상 편집상
- 2007년 제15회 인천춘사대상영화제 편집상

## 가족
- 남편 : 박흥식 (1962년 ~ ) : 영화감독
- 시동생 : 박광식 (1977년 ~ ) : 음악가